# Éloi Adam
Pour les articles homonymes, voir Adam (homonymie).
Éloi Adam, né le 16 mars 1999, est un joueur français de badminton.

## Carrière
Aux Championnats d'Europe de badminton 2025 à Horsens, il est médaillé d'argent en double hommes avec Léo Rossi, s'inclinant en finale contre une autre paire française composée de Christo Popov et Toma Junior Popov.